# Universal Soldier 2 – Brüder unter Waffen
Universal Soldier 2 – Brüder unter Waffen  ist die 1998 für das US-amerikanische Fernsehen produzierte erste Fortsetzung zu Universal Soldier aus dem Jahr 1992.

## Handlung
Es sind einige Jahre nach dem Ende des Unisol-Programmes vergangen, als Luc Deveraux feststellen muss, dass dieses illegal weiterbetrieben wird. Otto Mazur führt dabei die Geschäfte, unterstützt wird er von einem hochrangigen Verräter, einem stellvertretenden Direktor der CIA, dessen Existenz erst am Ende des Films verraten wird. Deveraux stößt auf seinen totgeglaubten Bruder John Deveraux, der genau wie er zu einem Supersoldaten umfunktioniert und wiederbelebt wurde. Als John Luc erkennt und sich zunehmend an seine menschliche Existenz erinnern kann, beginnt er, gegen die Macher des Unisol-Programmes zu rebellieren. Am Ende lässt er sein Leben, jedoch kann Otto Mazur gestoppt werden und wird von Luc getötet. Allerdings stellt sich nun heraus, dass es der 
Drahtzieher aus der CIA mit Hilfe von illegalen Geldern das Unisol-Programm weiter aufrechterhalten kann.

## Kritik
Das Lexikon des internationalen Films bezeichnete Universal Soldier 2 als einen „unglaublich banalen Actionfilm“. Er sei „ohne die geringste innere Logik“ und zudem „wie ein überlanger Videoclip“ inszeniert worden.
Der Film wurde darüber kritisiert diskutiert wegen Gewaltdarstellungen in der Film deswegen wurde der Film im Jahre 1999 indiziert von BPjS. Juni 2024 wurde die Indizierung aufgehoben.

## Hintergrund
- Im ersten Teil der Reihe wurde die Rolle des Luc Deveraux von Jean-Claude Van Damme verkörpert. Veronica Roberts wurde von Ally Walker dargestellt.
- 1999 entstand mit Universal Soldier – Die Rückkehr ebenfalls eine Fortsetzung des Originalstoffes, diese wurde jedoch für das Kino produziert und Jean-Claude Van Damme war in der Hauptrolle zu sehen. Die Ereignisse aus Universal Soldier 2 und Universal Soldier 3 wurden in diesem Film komplett ignoriert.

## Fortsetzung
Im gleichen Jahr entstand die Fortsetzung Universal Soldier 3 – Blutiges Geschäft. Der Film schließt direkt an die Handlung seines Vorgängers an.